# Labidocera pavo
Labidocera pavo är en kräftdjursart som beskrevs av Giesbrecht 1889. Labidocera pavo ingår i släktet Labidocera och familjen Pontellidae. Inga underarter finns listade i Catalogue of Life.